# Budimír (village)
Pour les articles homonymes, voir Budimír.
Budimír (allemand : Budamer ,hongrois : Budamér) est un village de Slovaquie situé dans la région de Košice.

## Histoire
Première mention écrite du village en 1289.

## Démographie

### Évolution de la population
| Année:               | 1994. | 2004.   | 2014.    | 2024.    |
| -------------------- | ----- | ------- | -------- | -------- |
| Nombre de personnes: | 862   | 872     | 1115     | 1397     |
| Différence:          |       | +1,16 % | +27,86 % | +25,29 % |

| Année:               | 2023. | 2024.   |
| -------------------- | ----- | ------- |
| Nombre de personnes: | 1369  | 1397    |
| Différence:          |       | +2,04 % |

## Patrimoine
Un château de style classique de l'époque thérèsienne (XIIIe siècle) est occupé par une annexe du musée des techniques de Košice.

## Transport
Le village est situé à 11 km de Košice à l'extrémité de l'autoroute D1.